# Chaetoderma intermedium
Chaetoderma intermedium is een schildvoetigensoort uit de familie van de Chaetodermatidae. De wetenschappelijke naam van de soort is voor het eerst geldig gepubliceerd in 1896 door Knipowitsch.